# Štruklijada
Štruklijada je izložbeno-natjecateljska manifestacija izrade zagorskih štrukli koju održava Krapinsko-zagorska županija i njezina turistička zajednica. Prva Štruklijada održana je 2009. godine u Svetom Križu Začretju, a pokrenule su ju Krapinsko-zagorska županija i Zagorska razvojna agencija s ciljem »promocije i zaštite zagorskih štrukli«. Oni su kasnije, 2022. godine, stekli europsku zaštitu zemljopisnog podrijetla. Manifestacija se od 2009. održavala svake godine, osim 2020. uslijed pandemije koronavirusa.
Žiri ocjenuje izgled i okus štrukli, koji mogu donositi pozitivne i negativne bodove. Tijekom manifestacije se, prema navodima organizatora, pripremi više od 12 tisuća štrukli.

## Popis dosadašnjihŠtruklijada
| rbr. | godina | mjesto održavanja                         | pobjednik                          |
| ---- | ------ | ----------------------------------------- | ---------------------------------- |
| 1.   | 2009.  | Sveti Križ Začretje, OPG Kos              | Restoran Rody                      |
| 2.   | 2010.  | Krapina, Hušnjakovo                       | Restoran Rody                      |
| 3.   | 2011.  | Klanjec, Trg A. Mihanovića                | Terme Jezerčica                    |
| 4.   | 2012.  | Gornja Stubica                            | Restoran Catering Sermage          |
| 5.   | 2013.  | Sveti Križ Začretje, Roses Fashion Outlet | Klet Kozjak                        |
| 6.   | 2014.  | Marija Bistrica, Trg Pape Ivana Pavla     | Restoran Rody                      |
| 7.   | 2015.  | Zabok, Trg Ksavera Š. Gjalskog            | Kolači i torte "Tri užitka"        |
| 8.   | 2016.  | Krapinske Toplice, Aquae Vivae            | Zebrano d.o.o.                     |
| 9.   | 2017.  | Zlatar, Trg slobode                       | Kolači i torte "Tri užitka"        |
| 10.  | 2018.  | Kumrovec, Muzej Staro selo                | Klet Zagorski dvori - OPG Micak    |
| 11.  | 2019.  | Bedekovčina, Srednja škola Bedekovčina    | ZMH Horvat                         |
| 12.  | 2021.  | Bedekovčina, Bedekovčanska jezera         | Klet Zagorski dvori - OPG Micak    |
| 13.  | 2022.  | Bedekovčina, Bedekovčanska jezera         | Klet Zagorski dvori - OPG Micak    |
| 14.  | 2023.  | Bedekovčina, Bedekovčanska jezera         | Srednja škola Zabok                |
| 15.  | 2024.  | Bedekovčina, Bedekovčanska jezera         | Osnovna škola Brestovec Orehovički |
| 16.  | 2025.  | Bedekovčina, Bedekovčanska jezera         | Klet Zagorski dvori - OPG Micak    |

## Vanjske poveznice
- Službena stranica